# Zamarada baliata
Zamarada baliata là một loài bướm đêm trong họ Geometridae.